# 테라그로스
테라그로스(TeraGrowth Co.)는 대한민국 서울특별시 강남구에 본사를 둔 디지털 마케팅 기업이다. 구글 공식 파트너사로서, 구글 광고 대행과 검색 엔진 최적화 컨설팅 서비스 등을 제공한다.

## 개요
테라그로스는 구글 애즈와 구글 플랫폼을 기반으로 디지털 마케팅 서비스를 제공하며, 국내외 기업의 디지털 마케팅 전략을 지원한다.

## 위치
- 본사: 서울특별시 강남구 강남대로 122길
- 서초지사: 서울특별시 서초구 서초대로77길